# Anne Mari Lie
Anne Mari Lie (2 de agosto de 1945 – 1 de mayo de 1989) fue una escritora y actriz de nacionalidad danesa.

## Biografía
Nacida en Copenhague, Dinamarca, estuvo casada con el actor Preben Kaas (1970-1975) y fue la madre del también actor Nikolaj Lie Kaas (1973).
Afectada de dolor crónico, Lie se suicidó el 1 de mayo de 1989. Sus restos se encuentran en el Cementerio Rødovre Kirkegård, sin tumba propia conocida.

## Filmografía
- 1965 : Slå først, Frede
- 1971 : Hvor er liget Møller?
- 1973 : På'en igen Amalie

## Libros
- 1979 : Fløde 2
- 1980 : Brud(e)stykker
- 1982 : Filemon og Fertille – osse en familie
- 1984 : I Lie måde
- 1984 : Mor hænger og dingler nede i æbletræet
- 1986 : Pas Lie dig selv : ung, smuk og sund i alle aldre